# Hôpital Henry Gabrielle
L'hôpital Henry Gabrielle se situe à huit kilomètres de Lyon, sur la commune de Saint-Genis-Laval (Rhône), spécialisé en médecine physique et de réadaptation, et appartient au groupement hospitalier sud des Hospices civils de Lyon (HCL).

## Histoire de la propriété
La propriété a une longue histoire : elle faisait partie d’un vaste domaine, le clos Marion, qui doit son appellation au dernier propriétaire d’avant la Révolution de 1789. La propriété est un ancien tènement du château de La Tour. En décembre 1786, Étienne Marion agrandit le clos en déplaçant plus au sud le chemin de Grate-Cul qui séparait la propriété en deux, débouchant sur la route de Brignais. Le portail qui lui fait face était une entrée de la propriété de Beauregard qui se situe dans le prolongement du chemin. En 1844, le clos Marion est vendu en plusieurs lots. Un lac artificiel est présent sur la propriété, alimenté par des sources et par le surplus d’eau du château de La Tour.
Une propriété bourgeoise, villa de type florentin construite à la fin du XIXe siècle, entre 1895 et 1900, occupe le parc d'agrément de l'ancienne propriété. La villa Alice, du prénom de la fille du dernier propriétaire est la famille Richon. La façade présente un corps central en retrait, précédé d’une colonnade supportant une terrasse, et encadré de deux ailes, un bow-window polygonal fait saillie sur une façade latérale.
La villa reste inhabitée à la suite du décès d’Alice Dubois en septembre 1943. Pendant la Seconde Guerre mondiale, la villa est occupée par les soldats allemands, logés dans les communs, comme d'autres maisons bourgeoises saint génoises, jusqu'à la libération de la ville le 3 septembre 1944, puis devient un établissement militaire : l’école des cadres de la FFI (Forces Françaises Intérieures). En 1956, l'insurrection de Budapest amène des Hongrois à s'exiler, certains sont logés à la Villa, de la même façon que certains rappariés d'Algérie en 1962. Un métayer entretiendra la propriété pour le compte des héritiers et y  restera jusqu’à la venue des Hospices Civils de Lyon.
De nombreuses constructions ont disparu comme un lavoir, un réservoir d’eau, des serres, orangeries, pigeonnier, chenil… Les communs sont composés d’un corps de bâtiments et comprenaient également 2 bâtiments (le lavoir et le réservoir d’eau) qui ont été démolis vers 1970 pour élargir la route de Vourles.

## Histoire de l'hôpital
L'hôpital tire son nom du Dr Henry Gabrielle, ancien administrateur des HCL et ancien maire de la commune de Beynost de 1945 à 1965.
Les terrains de l'hôpital sont acquis en janvier 1956. L'hôpital a été construit entre 1966 et 1969. Dès sa construction, l'établissement se spécialise dans la rééducation. Sa réalisation a été confiée aux architectes D.P.L.G. Bonnamour et Mortamet.
L'hôpital se compose du pavillon Bourret et du pavillon Delore. Le premier pavillon de L'hôpital, le pavillon Jacques Bourret a été construit entre 1966 et 1969, ouvre en novembre 1969. Il porte le nom du Professeur Jacques Bourret, Professeur de médecine de travail. En mars 1977, un nouveau bâtiment, le pavillon Pierre Delore, ouvre sur le site avec 75 lits, financé par la caisse nationale de retraite des cadres, qui est ensuite réorienté vers la rééducation neurologique en 1992. Du nom du Pr Pierre Delore (1896-1960), Professeur d'hygiène thérapeutique et de climatologie à la Faculté de médecine de Lyon, fondateur de la revue La Santé de l'homme, il a créé le Centre d'éducation sanitaire, démographique et sociale de Lyon.

## Structure et services
En 2021, l'hôpital comporte 205 lits et places. Sur une année, ce sont plus de 50 000 journées d’hospitalisation et d'ambulatoire qui ont été réalisées. 371 membres du personnels des HCL travaillent dans l'hôpital, parmi lesquels 41 médecins.
L'établissement comprend plusieurs unités de médecine physique et de réadaptationspécialisées dans la neurologie, en hospitalisation conventionnelle, ou en hospitalisation de semaine, ou hospitalisation de jour, des consultations, une plateforme d'analyse quantifiée du mouvement qui permet de réaliser des examens approfondis de la motricité des membres inférieurs et supérieurs, de la motricité oculaire et de la posture, et assure un accompagnement social.
L'hôpital est spécialisé dans la rééducation des affections neurologiques, les prises en charge des blessures médullaires, traumatismes crâniens, AVC, pathologies tumorales et dégénératives et en rééducation neuro-périnéale et sexologique.